# Ibis de La Réunion
Threskiornis solitarius
Espèce
Synonymes
- Borbonibis latipes
- Raphus solitarius
- Victoriornis imperialis

Statut de conservation UICN

EX : Éteint
L'Ibis de La Réunion ou solitaire de La Réunion (Threskiornis solitarius), anciennement Dronte de La Réunion et couramment, mais improprement dodo, est une espèce d'oiseaux endémique de l'île de La Réunion, aujourd'hui disparue.
Sa dénomination a beaucoup varié et son appartenance taxinomique reste discutée, l'apparentant tantôt à la dinde, au cygne, à la poule, à l'autruche. Les ornithologues ont longtemps cru que cette espèce était apparentée au Dronte de Maurice à cause des dessins trouvés en Europe et supposés la représenter. Les seuls ossements retrouvés la font considérer aujourd'hui comme un ibis endémique, bien différent des drontes.

## Description
L'ibis mesurait environ 70 cm de longueur. Il était morphologiquement très proche de l'Ibis sacré (Threskiornis aethiopicus), à l'exception du bec, plus court et plus droit, et de la masse : le diamètre de la patte était plus épais que celui de l'ibis sacré et la masse du solitaire a été estimée à environ 3 kg. Les ailes n'étaient pas atrophiées, mais la configuration des ossements montre que l'oiseau volait peu ou mal.

## Témoignages du vivant de l'espèce

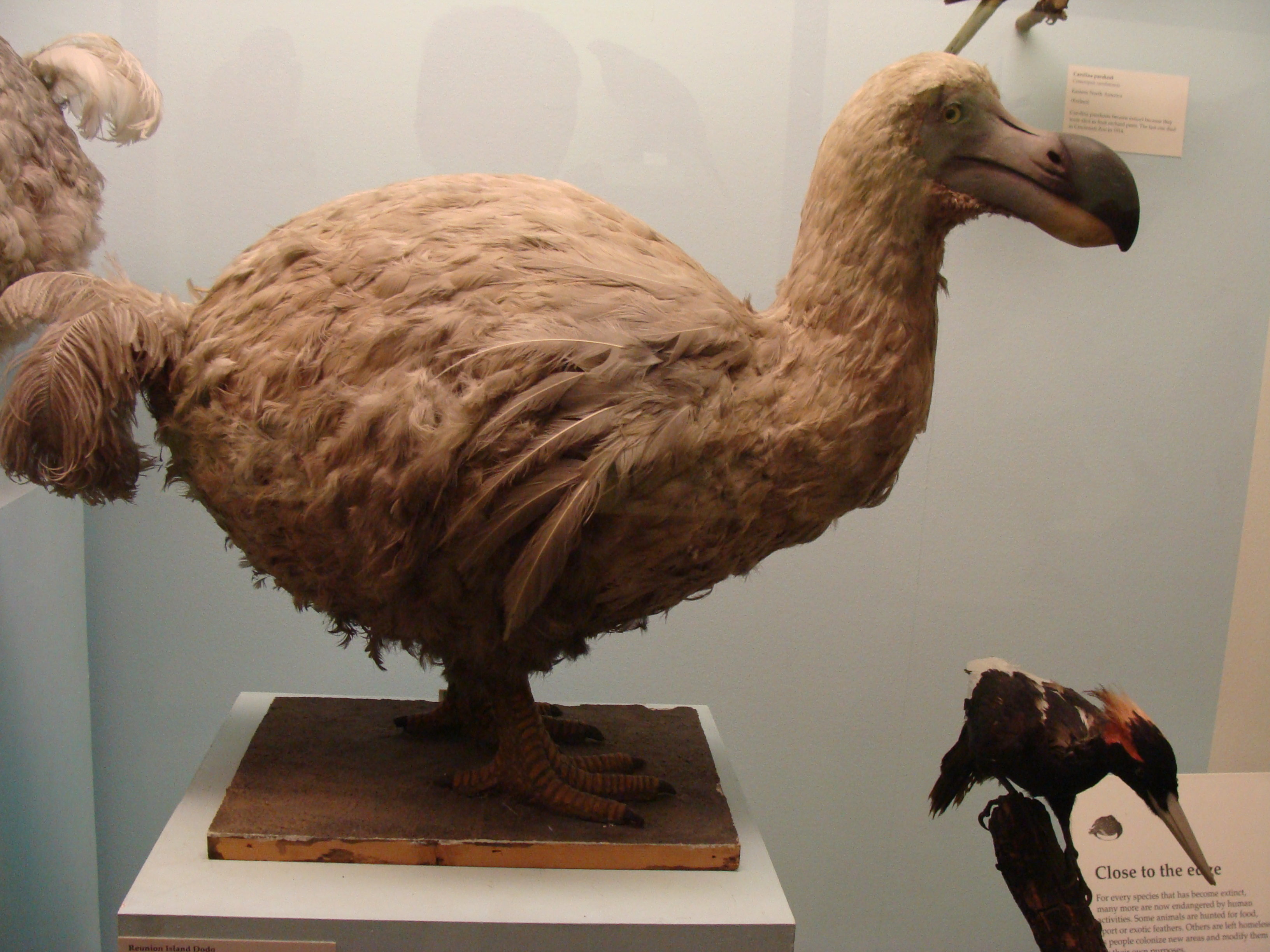
Réplique d'un Raphus solitarius au Musée d'histoire naturelle de Londres, inspirée du Dronte de Maurice Raphus cucullatus.

Il n'existe qu'une dizaine de témoignages très succincts décrivant le « solitaire » et s'échelonnant de 1613 à 1708. Aucun dessin contemporain de ses observations le représentant de façon certaine n'a été trouvé.
La première mention provient du journal de bord du navire anglais Pearl, le 27 mars 1613 :

« […] une grosse espèce de volaille de la taille d'un dindon, très grasse, et aux ailes si courtes qu'elle ne peut voler ; elle est blanche et elle n'est pas sauvage, comme du reste tous les oiseaux de cette île, aucun d'eux n'ayant jusqu'ici été tracassé ni effrayé par des coups de fusils. Nos hommes les abattaient avec des bâtons et des pierres. Dix hommes en tuaient assez pour nourrir quarante personnes par jour. »

En 1619, le capitaine hollandais Willem IJsbrantsz Bontekoe observe un oiseau semblable près de l'étang de Saint-Paul qu'il qualifie de « dodo », sans que l'on sache précisément de quelle espèce il parle :

« Il y avait aussi des Dodos qui ont de petites ailes. Bien loin de pouvoir voler, ils étaient si gras qu’à peine pouvaient-ils marcher, et quand ils essayaient de courir, ils traînaient leur arrière-train par terre. »

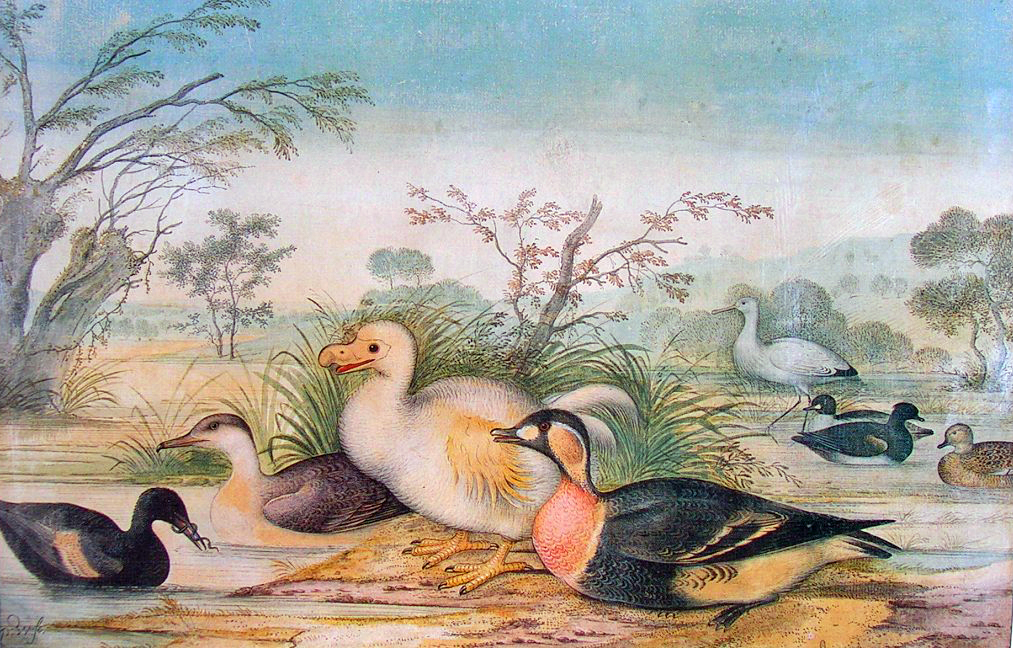
Dodo blanc inspiré du dronte de Maurice, par Pieter Withoos, c. 1684

L'hypothèse d'une espèce de « dodo blanc »  a été abandonnée parce qu'aucun squelette de dodo n'a été découvert à La Réunion : c'est pourquoi l'espèce décrite est supposée être un ibis.
Le « solitaire » est appelé pour la première fois par ce nom par l'abbé Carré en 1667 :

« J'ai vu dans ce lieu une sorte d'oiseau que je n'ai point vu ailleurs. C’est celui que les habitants ont surnommé l'« oiseau solitaire » parce que effectivement il aime la solitude et ne se plaît que dans les endroits les plus écartés. On n’en a jamais vu deux ni plusieurs ensemble ; il est toujours seul. Il ne ressemblerait pas mal à un coq d'Inde s'il n'avait pas les jambes plus hautes. La beauté de son plumage fait plaisir à voir. C'est une couleur changeante qui tire sur le jaune. La chair en est exquise ; elle fait les meilleurs mets de ce pays-là, et pourrait faire les délices de nos tables. Nous voulûmes garder deux de ces oiseaux pour les envoyer en France et les faire présenter à sa majesté. Mais aussitôt qu'ils furent dans le vaisseau, ils moururent de mélancolie, sans vouloir boire ni manger. »

Le sieur Dubois, qui visite l'île alors qu'on l'appelle encore « Bourbon » de 1669 à 1672, témoigne dans le compte-rendu de son voyage de la présence de cet oiseau :

« Solitaires : ces oiseaux sont nommés ainsi parce qu'ils vont toujours seuls. Ils sont de la taille d'une grosse oie et ont le plumage blanc, noir à l'extrémité des ailes et de la queue. À la queue, il y a des plumes approchant celles d'autruche. Ils ont le cou long et le bec fait comme celui des bécasses, mais plus gros, les jambes et les pieds comme les poulets d'Inde. Cet oiseau se prend à la course, ne volant que bien peu. C'est un des meilleurs gibiers de l'île. »

## Disparition
En 1704, des solitaires survivaient encore dans les hauts de l'île, encore inhabités, comme en témoigne Feuilley :

« Les solitaires sont de grosseur d'un moyen coq d'Inde, de couleur gris et blanc. Ils habitent sur le sommet des montagnes. Sa nourriture n'est que de vers et de saleté qu'il prend dessus ou dedans la terre. On ne mange point ces oiseaux, ayant le goût fort mauvais et dur. Il est ainsi nommé à cause de sa retraite sur le sommet des montagnes. Quoiqu'on le dit en grand nombre, on le voit peu à cause que ces lieux sont peu fréquentés. »

Le solitaire est mentionné pour la dernière fois en 1708 par Guillaume-André Hébert.
En 1751, d’Héguerty, qui était commandant de Bourbon entre 1739 et 1743, fait une description du gibier de l'île mais ne parle pas du solitaire. En 1778, Morel, qui travaillait dans les hôpitaux de l'île Maurice, apprend l'existence du solitaire et du dodo en lisant Buffon. Il affirme que personne sur les îles n'a jamais entendu parler de ces oiseaux. En 1802, le naturaliste Bory de Saint-Vincent explore l'île de la Réunion pendant cinq mois et recherche le solitaire, sans succès. L'oiseau avait disparu et les habitants de l'île, même les plus vieux, n'en avaient pas conservé le souvenir.

## Taxinomie

### Sous le nomThreskiornis solitarius
- (en) Congrès ornithologique international : Threskiornis solitarius dans l'ordre Pelecaniformes
- (en) Zoonomen Nomenclature Resource (Alan P. Peterson) : Threskiornis solitarius  dans Pelecaniformes
- (fr + en)  Avibase : Threskiornis solitarius (Sélys Longchamps, 1848) (+ répartition) (consulté le 26 avril 2016)
- (en) UICN : espèce Threskiornis solitarius (Selys-Longchamps, 1848)
- (fr + en)  Avibase : Threskiornis solitarius (Sélys Longchamps, 1848) (+ répartition) (consulté le 26 avril 2016)

### Sous le nomRaphus solitarius
- (fr + en) ITIS : Raphus solitarius (Selys-Longchamps, 1848)
- (en) Animal Diversity Web : Raphus solitarius
- (en) UICN : espèce Threskiornis solitarius (Sélys Longchamps, 1848) (consulté le 21 mai 2015)

## Classement dans le genre Ibis

Localisation géographique de l'île de La Réunion, comprenant la répartition de l'ibis de la Réunion.

Les témoignages décrivant le solitaire de la Réunion sont imprécis et parfois contradictoires, aussi l'identité de cet oiseau a fait l'objet de nombreuses controverses. Le témoignage de Bontekoe, ainsi qu'une vague ressemblance entre les descriptions du solitaire et celles du dodo de l'île Maurice ou du Solitaire de Rodrigues, ont fait supposer, depuis Buffon, que le Solitaire de la Réunion leur était apparenté. 
Le solitaire a été plusieurs fois décrit comme étant blanc, ou blanc et gris. Aussi, la découverte en Europe, à partir de 1856, de peintures du XVIIe siècle représentant des dodos blancs sembla conforter cette hypothèse. Toutefois, aucun reste de dodo n'a jamais été découvert sur l'île de La Réunion, et l'origine des oiseaux figurant sur les peintures de dodos blancs n'y est pas spécifiée.
Entre 1974 et 1994, des fouilles réalisées à Saint-Paul et à l'Hermitage, dans l'ouest de l'île de La Réunion, permirent la découverte d'un ibis endémique, jusqu'alors inconnu. La morphologie de cet oiseau, déduite de l'étude des ossements, laisse apparaître des analogies avec certaines des descriptions du solitaire, en particulier celle du sieur Dubois. Aussi dès 1987, l'hypothèse que cet ibis ait pu être appelé le « solitaire de la Réunion » fut avancée.
En 1995, l'ibis de la Réunion fut donc rebaptisé Threskiornis solitarius. 
En 1998, pour le numéro 24 d'Info-Nature, la Société réunionnaise d'étude et de protection de l'Environnement a revu son logo en remplaçant le « Dodo » ou Dronte, propre à l'île Maurice, par un pictogramme stylisé évoquant l'Ibis de La Réunion. 
En septembre 2006, à l'occasion des journées européennes du patrimoine, le Muséum d’histoire naturelle de La Réunion et l'ILOI - Institut de l'image de l'océan Indien ont rendu publiques leurs recherches sur l'ibis de Bourbon. Une simulation 3D animée de l'oiseau a été réalisée montrant ses caractéristiques physiques et ses comportements déduits de son anatomie .

### Sources
1. ↑  Dodo est le nom vernaculaire du dronte de Maurice, une espèce  différente, également disparue, ayant vécu sur l'île Maurice.
2. ↑  J. C. Parish, The Dodo and the Solitaire. A Natural History, p. 134-141 & 336-338, IU Press, Université de l'Indiana, New Haven, 2013  (ISBN 978-0-253-00099-6).
3. ↑  Mourer-Chauviré, Cécile & al. (2000), « Le Solitaire de la Réunion », in Bull.SEOR n°5-6 p.14-18
4. ↑  Purchas (1625), His Pilgrimes, vol.I p.331-332.
5. ↑  Willem Ysbrantz Bontekoe, (en) Memorable description of the East Indian Voyage (1619), AES, New Delhi 1992
6. ↑  « Des Dodos blancs », Potomitan
7. ↑  Lougnon Albert (1970), Sous le signe de la Tortue, réédition Azalées Editions, Saint-Denis 1992.
8. ↑  Sieur Dubois (1674), Les voyages faits par le sieur D.B. aux isles Dauphine ou Madagascar et Bourbon ou Mascarenne, ès années 1669, 70, 71 et 72. Dans laquelle il est curieusement traité du Cap Vert, de la ville de Surate, les isles de Sainte-Hélène, ou de l'Ascention. Ensemble les mœurs, religions, forces, gouvernemens et coutumes des habitans desdites isles, avec l'histoire naturelle du pais. Paris.
9. ↑  Feuilley (1er juin 1704 - 22 janvier 1705), « Mission à l’île Bourbon du sieur Feuilley en 1704 », in Rec. Trim. de documents et travaux inédits pour servir à l’histoire des Mascareignes Françaises, 8e année, 1939, no 4, pp. 127-128.
10. ↑  Hébert, G. (1708, du 26 avril au 18 mai), « Rapport de G. Hébert sur l’île de Bourbon avec les apostilles de la Compagnie des Indes », in Rec. Trim. de documents et travaux inédit pour servir à l’histoire des Mascareignes Françaises, 1940, no 5.
11. ↑  D’Héguerty, P.A. (1754), « Discours prononcé devant le roi de Pologne Stanislas le 26 mars 1751 sur l’île Bourbon », in Mémoires de la Société Royale des Sciences et Belles Lettres de Nancy, n° 1, pp. 73-91.
12. ↑  Morel , « Sur les oiseaux monstrueux nommés dronte, dodo, cygne capuchoné, solitaire et oiseau de Nazare, et sur la petite isle de Sable, à cinquante lieues environ de Madagascar » in Obs. Phys. Hist. Nat. & Arts n° 12 (1778), p. 154.
13. ↑  Bory de Saint-Vincent, J.B.G.M. (1804), Voyage dans les Quatre Principales Iles des Mers d’Afrique, Paris.
14. ↑  Brial, Pierre (2006), Le solitaire de la Réunion, pp.30-45.
15. ↑  Buffon (1772), Histoire Naturelle des Oiseaux, t.II, Paris 1772, p.76.
16. ↑  A. C. Oudemans, (nl) « Dodo-Studiën naar aanleiding van de vondst van een gevelsteen met Dodo-beeld van 1561 te Vere », in : Verhandl. Kon. Akad. Wet. Amsterdam, 2 sect. XIX, N° 4, 1917, pp. 1-140 met 15 pls.
17. ↑  Julian Hume, Anthony Cheke, (en) « The white dodo of Réunion Island: unravelling a scientific and historical myth » in Archives of natural history Vol. 31, part 1, 2004, pp. 57-79.
18. ↑  Cécile Mourer-Chauviré,, Roger Bour, & Sonia Ribes, « Position systématique du Solitaire de la Réunion: nouvelle interprétation basée sur les restes fossiles et les écrits des anciens voyageurs », in Comptes-rendus de l'Académie des Sciences, t. 320, série II-a, Paris 1995, pp. 1125-1131.